# Per Gyberg
Per Johan Gyberg, född 9 maj 1888 i Norrtälje, död 23 oktober 1966 i Stockholm, var en svensk präst.
Per Gyberg var son till skomakaren Per Erik Gyberg. Han blev student vid Uppsala universitet 1906, och efter teologie kandidatexamen prästvigdes han 1910 och blev 1911 komminister på Gräsö. 1914 blev Gyberg pastorsadjunkt i Oscars församling och tjänstgjorde även som komministeradjunkt i Ulrika Eleonora församling 1915–1917. Han blev 1918 pastorsadjunkt i pastorsadjunkt i Katarina församling. 1926–1959 var Gyberg komminister i Katarina församling.
Han var en engagerad fredskämpe, engagerad i bildandet av Svenska antimilitaristiska prästers och predikanters förbund 1931, ledamot av styrelsen för Nordiska fredsförbundet och ordförande i Svenska freds- och skiljedomsföreningen 1931–1941.